# Koeneniodes malagasorum
Koeneniodes malagasorum is een spinnensoort in de taxonomische indeling van de Palpigradi.
Het dier komt uit het geslacht Koeneniodes. Koeneniodes malagasorum werd in 1960 beschreven door Rémy.